# Música de las películas de Harry Potter

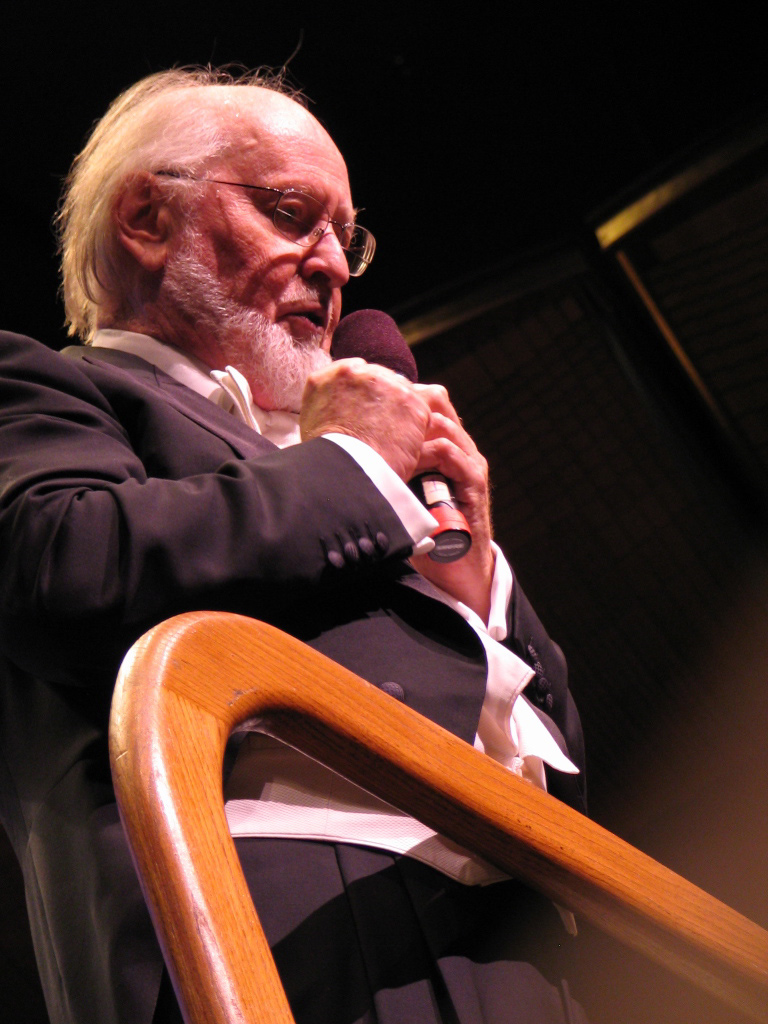
John Williams, compositor de las primeras tres películas y creador de Hedwig's Theme.

La música de las películas de Harry Potter fue grabada y publicada en conjunto con la venta al público de las ocho películas correspondientes.
1. Harry Potter y la piedra filosofal (2001), fue compuesta y realizada por John Williams (1) orquestada por Conrad Pope y Eddie Karam.
2. Harry Potter y la cámara secreta (2002), fue compuesta por John Williams (2), adaptada y realizada por William Ross, orquestada por Conrad Pope y Eddie Karam.
3. Harry Potter y el prisionero de Azkaban (2004), fue compuesta y realizada por John Williams (3) orquestada por Conrad Pope y Eddie Karam.
4. Harry Potter y el cáliz de fuego (2005), fue compuesta por Patrick Doyle.
5. Harry Potter y la Orden del Fénix (2007), fue compuesta por Nicholas Hooper. (1)
6. Harry Potter y el misterio del príncipe (2009), fue compuesta por Nicholas Hooper. (2)
7. Harry Potter y las Reliquias de la Muerte - Parte 1 (2010), fue compuesta y realizada por Alexandre Desplat (1), orquestada por Conrad Pope.
8. Harry Potter y las Reliquias de la Muerte - Parte 2 (2011), fue compuesta y realizada por Alexandre Desplat (2), orquestada por Conrad Pope.[1][2]

Otros músicos asociados con la banda sonora incluyen a Jarvis Cocker, The Ordinary Boys y Nick Cave and the Bad Seeds. Músicos asociados con la banda sonora de los videojuegos de Harry Potter incluyen a Jeremy Soule y a James Hannigan.
A lo largo de la saga, cada compositor se las ingenia para crear nuevos temas para ciertos personajes, artículos, ubicaciones e ideas.

## Principalesleitmotivsde la saga

### Primera aparición enLa piedra filosofal
- "Tema de Hedwig": Tema principal de la franquicia.
- "El maravilloso mundo de Harry Potter": Música que aparece en los créditos finales en la primera, segunda y octava película de la serie.
- "El partido de quidditch": Majestuoso tema que representa al deporte más popular del mundo mágico.
- "Callejón Diagon": Tema que representa uno de los temas más importantes de la saga Harry Potter.
- Temas de Hogwarts: Dos temas que representan los escenarios principales de la saga. Aparece con mayor frecuencia en la canción "Leaving Hogwarts".
- "Voldemort": Dos temas que representan al villano principal de la saga. Aparecen con mayor frecuencia en la canción "The Face of Voldemort."
- "Tema del vuelo": Ritmo que mayormente escuchamos en los vuelos de Mr. Longbottom
- "Tema de la amistad": Tema motivo para representar la relación entre Harry, Ron, y Hermione.

### Primera aparición enLa cámara secreta
- "Gilderoy Lockhart": Peculiar tema que representa lo engreído y absurdo del personaje Gilderoy Lockhart.
- "Fawkes, el Fénix": Tema que representa a la mascota de Dumbledore. Aparece con mayor frecuencia durante el final del filme.
- "La Cámara de los Secretos": Tema oscuro que representa la entrada a la Cámara de los Secretos.
- "Dobby, el elfo doméstico": Fantástico tema que representa uno de los principales personajes de la película, Dobby. Es comúnmente comparado con la parte intermedia del tema de Yoda en El Imperio Contrataca de la Guerra de las Galaxias también, compuesto por John Williams.
- "Myrtle, la llorona": Tema que representa a una de las primeras víctimas de la Cámara de los Secretos.
- "Las arañas": Tema oscuro que representa al ejército de arañas en el bosque.

### Primera aparición enEl prisionero de Azkaban
- "Una ventana al pasado": Tema principal del filme que representa el pasado y a los papás de Harry.
- "Doble problema": Segundo tema principal de la película.
- "Remitir el tiempo pasado": Tema que representa el momento en el que Hermione se transforma.
- "El vuelo de Buckbeak": Tema que representan al hippogriff de Hagrid. Este tema suena cuando Harry vuela sobre Hogwarts en Buckbeak.
- "Hagrid, el profesor": Tema para Hagrid.
- "La convergencia de los dementores": Tema para los dementores.
- "El camión de la noche": Tema inspirado en el género Jazz para representar al Camión de la Noche.
- "La luz Patronus": Tema para el conjuro Patronus.
- "Final": Tema de Sirus Black.

### Primera aparición enEl cáliz de fuego
- "La Copa Mundial de Quidditch": Tema para representar al evento más grande del mundo mágico. Fue inspirado en un Irish jig.
- "La marca oscura": Tema para Barty Crouch, Jr y los Mortífagos.
- "La llegada de los visitantes extranjeros": Tema para las escuelas rivales en el Torneo de los Tres Magos
- "Tema de Rita Skeeter": Tema que representa a la reportera boba.
- "El vals de Neville": Tema que representa amor entre estudiantes en Hogwarts.
- "Harry en el invierno": Tema para Harry, Cho y los sentimientos entre ellos.
- "Voldemort": Tema principal para el regreso del mago oscuro.
- "Muerte de Cedric": Tema emotivo que representa la muerte de los seres queridos.

### Primera aparición enLa Orden del Fénix
- "Fuegos artificiales": Tema que representa a Fred y George Weasley. También aparece en los créditos finales de la sexta película.
- "Profesora Umbridge": Tema que representa al enemigo principal de la película, también representa su controladora y horripilante naturaleza.
- "Posesión": Tema que representa a Voldemort invadiendo la mente de Harry.
- "El ejército de Dumbledore": Tema que representa al grupo que planea rebelarse en contra de Umbridge y Voldemort. Aparece en la película cuando Harry, Hermione, y los cuatro hermanos Weasley están discutiendo los planes y en los créditos finales de la película.
- "El vuelo de la Orden del Fénix": Tema principal de la película.
- "El Ministerio de Magia": Tema peculiar que suena cuando Arthur Weasley y Harryentran por primera vez al Ministerio de Mágia.
- "La oscuridad se apodera": Tema de Voldemort.
- "El beso": Tema de amor entre Harry y Cho. También aparece en la canción "Un Nuevo Comienzo" de la segunda parte de las Reliquias de la Muerte.
- "El salón de las profecías": Tema de batalla.
- "Seres queridos": Tema que representa la amistad entre los personajes principales del filme.

### Primera aparición enEl misterio del príncipe
- "Tema del Misterio del Príncipe": Tema principal que representa melancolía, después revela a Severus Snape como el príncipe. Aparece en la escena principal y en la escena dónde se cuenta el cuento del príncipe en la parte dos de las Reliquias de la Muerte.
- "En Noctem": Tema para Albus Dumbledore. Originalmente estaba programada para aparecer cuando Dumbledore muriera pero por razones desconocidas no logró pasar en las ediciones finales.
- "Tema de Ginny": Tema para representar el amor e interés hacia Harry.
- "Wizard Wheezes": Tema para la tienda de bromas de Fred y George Weasley; sin embargo, no logró pasar las ediciones finales.
- "Snape y el juramento inquebrantable": Tema oscuro que representa la promesa de Snape a Narcissa Malfoy.
- "Muertos vivientes": Tema para Félix Felicius.
- "La victoria de Ron": Tema que representa el partido de Quidditch de Ron Weasley.
- "Tema de Hermione": Tema que representa el amor que Hermione Granger le tiene a Ron Weasley. Aparece en la canción "Harry & Hermione".
- "La misión de Malfoy": Tema para Draco Malfoy.
- "En las prisas": Tema que representa a los mortífagos.
- "Cuando Ginny besa a Harry": Tema de amor amor entre Harry Potter y Ginny Weasley.
- "La confesión de Slughorn": Tema que representa a Horace Slughorn cuando confesa sus verdaderos sentimientos a Harry.
- "Los amigos": Tema que representa la amistad entre Harry, Ron, and Hermione. También representa la incertidumbre de sus futuros.

### Primera aparición enLas Reliquias de la Muerte: Parte 1
- "Olvido": Tema que representa la pérdida de inocencia de Harry, Hermione y Ron. También es conocida como el "El Tema del Trío" o el tema principal de la película.
- "Snape al cuidado de Malfoy": tema de cuando Snape se vuelve al mentor de Malfoy.
- "Batalla en el cielo": Tema que suena durante la "Batalla de los pequeño vuelo".
- "En el Burrow": Tema que representa la casa de los Weasley.
- "Harry y Ginny": Tema de amor.
- "Mortífagos": Tema para lord Voldemort y sus seguidores.
- "La voluntad": Tema para Albus Dumbledore y su legado.
- "Tema de Dobby": Otro tema para el personaje; éste es más oscuro que el que Williams había hecho anteriormente.
- "Ministerio de Magia": Tema que representa la corrupción del Ministerio.
- "El medallón": Tema que representa el medallón de Salazar Slytherin.
- "Tema de Bathilda Bagshot": Tema para representar su horripilante y misteriosa naturaleza.
- "Las reliquias de la muerte": Tema para representar los horcruxes de Voldemort.
- "Lovegood": Tema para representar a Luna Lovegood y a su padre Xenophilius.
- "Tema de Bellatrix": Tema para representar su oscura y descorazonada naturaleza.

### Primera aparición enLas Reliquias de la Muerte: Parte 2
- "Tema de Lily": Tema principal de la película.
- "Gringots": Tema para representar al banco.
- "Tema de Neville": Tema suave para representar a Neville Longbottom. También representa la amistad entre Neville y Harry.
- "Estatuas": Tema principal de la batalla.
- "Campo de batalla": Variación del tema "Estatuas".
- "La dama gris": Tema para representar a Helena Ravenclaw.
- "La diadema": Tema para representar la posesión más preciada de Rowena Ravenclaw.
- "Palos de escoba y fuego": Tema para la batalla en el aire.
- "Apocalipsis en el patio": Otro tema de batalla.
- "Severus y Lily": Tema para representar su vieja amistad.
- "Neville, el héroe": Otro tema para Neville que representa su transición a héroe.